# Richard Nelson Gale
Richard Nelson Gale (1896 - 1982) fue un miembro del Ejército Británico que sirvió en ambas guerras mundiales. En la Primera Guerra Mundial fue condecorado con la Cruz Militar en 1918 mientras que servía como oficial en el Cuerpo de Ametralladoras. En la Segunda Guerra Mundial, sirvió con la 1 ª Brigada Paracaidista y luego a la 6.ª División Aerotransportada durante la Batalla de Normandía y la Operación Tonga en 1944. Después del conflicto, continuó en el ejército y llegó a ser Adjunto al Comandante Supremo Aliado de Europa.

## Biografía
Gale nació el 25 de junio de 1896 en Londres. Pasó los primeros años de su vida en Australia y Nueva Zelanda, donde su padre trabajó en el sector de los seguros, pero en 1906 su familia regresó a Inglaterra. Estudió en Londres, con un expediente académico regular, pero convirtiéndose en un lector prolífico. 
Cuando Gale abandonó los estudios, quería convertirse en oficial de la Artillería Real, pero no tenía las calificaciones académicas ni cumplía con los requisitos físicos para acceder a la academia de oficiales, y decidió seguir los pasos de su padre como agente de seguros, pero aburrido pronto del trabajo, decidió ingresar en el Ejército británico, para lo que se sometió a un entrenamiento físico y estudió para mejorar sus calificaciones académicas.

## Primera Guerra Mundial
Cuando en 1914, estalló la Primera Guerra Mundial, Gale todavía estaba por debajo de los mínimos médicos exigidos para ingresar en el ejército y no pudo unirse a la unidad del Ejército Territorial de Londres. Finalmente, consiguió ingresar en el Royal Military College de Sandhurst en el verano de 1915, siendo destinado a final de ese año al Regimiento Worcestershire como subteniente. Cuando llegó al regimiento, se inscribió en un curso de entrenamiento de ametralladoras. Poco después fue destinado al frente occidental de Francia, donde ganó la Cruz Militar durante la denominada Ofensiva de Primavera de 1918.

## Periodo entre guerras
En 1918, al finalizar la guerra, Gale se marchó voluntario a la India para servir con Ejército Británico de la India, permaneciendo en este cuerpo durante diecisiete años. Durante este período accedió a la Academia de Estado Mayor de Quetta y después de 2 años en la institución, se graduó como oficial de estado mayor. 
Abandonó la India en enero de 1936, regresando a Inglaterra para servir con el Regimiento Worcestershire. Un año después fue enviado a la Oficina de la Guerra como oficial de estado mayor. En diciembre de 1938 fue promovido a Mayor y destinado a la sección de planificación del Estado Mayor General.

## Segunda Guerra Mundial

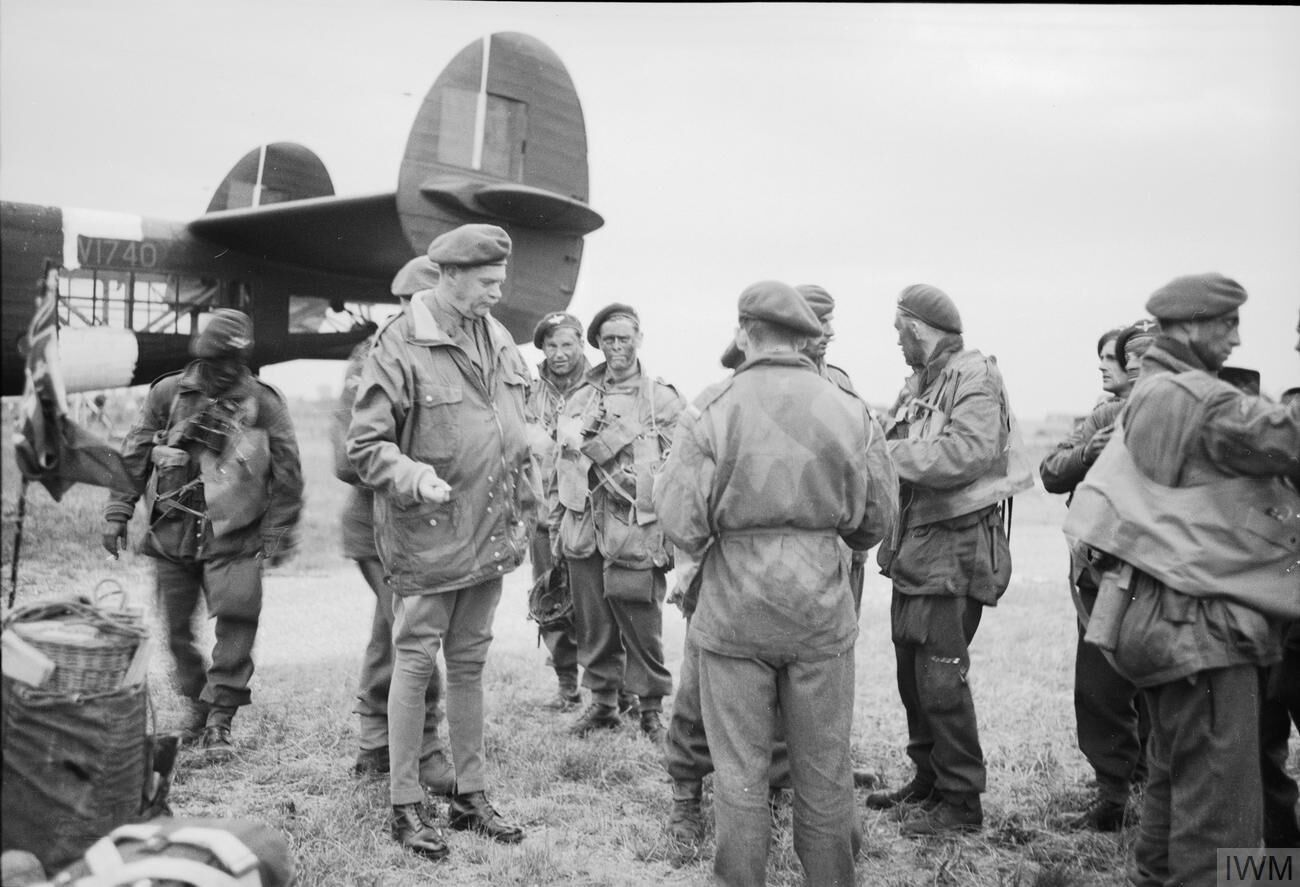
Gale hablando a las tropas de la 5ª Brigada de paracaidistas, junio de 1944.

En 1941 fue promovido a teniente coronel, otorgándosele el mando del Real Regimiento de Leicestershire. En verano de 1941 aceptó el mando de la recientemente creada 1ª Brigada Paracaidista, como parte de la expansión de las fuerzas aerotransportadas británicas. 
En abril de 1942 pasó a ser Adjunto al Jefe del Estado Mayor para Operaciones Aéreas en la Oficina de Guerra, estando allí dos meses, para ir destinado al Directorio del Aire, siendo entre diciembre de 1942 y mayo de 1943 Adjunto al Director del Aire. 
En mayo de 1943 y hasta el final de la guerra pasa a ser el Comandante de la 6.ª División Aerotransportada, que participó en la Operación Tonga, durante la Batalla de Normandía, aterrizando en Normandía minutos después de las tres de la madrugada del 6 de junio de 1944, lo que lo convirtió en el primer general británico que pisaba territorio francés desde 1940. 
En diciembre de 1944 fue nombrado adjunto al Comandante del 1 º Ejército Aerotransportado Aliado y entre mayo y octubre de 1945, comandante del 1 º Cuerpo Aerotransportado Británico.

## Posguerra
En la posguerra ocupó diversos cargos: Comandante de la 1ª División de Infantería (1946-47), Comandante de las tropas británicas en Egipto y el Mediterráneo (1948), director general de Entrenamiento de la Oficina de la Guerra (1949-1952 ), Comandante en Jefe del Grupo de Ejércitos Norte, en la zona de ocupación británica en el Rin (1952-1956) y, finalmente, Adjunto al Comandante Supremo Aliado en Europa de la OTAN (1958-1960). 